# ستيوارت جيل
ستيوارت جيل (بالإنجليزية: Stuart Gill)‏ هو دبلوماسي بريطاني، ولد في 6 أغسطس 1958.